# Bohren & der Club of Gore
Bohren & der Club of Gore este o trupă de dark jazz/ambient din Mülheim an der Ruhr, Germania.

## Istorie
Bazele trupei au fost puse în anul 1988, când patru muzicieni, Thorsten Benning (percuție), Robin Rodenberg (chitară bas), Morten Gass (chitară/pian) și Reiner Henseleit (chitară), cu gusturi muzicale similare, s-au deciz sa dea naștere unui nou proiect muzical. Titulatura de "Bohren" apare doar in anul 1992 și marchează ideea creării unui sunet unic. 
În anul 1993 trupa iși extinde numele în "Bohren & der Club of Gore" și înregistrează primul demo, "Luder, Samba und Tavernen". Următorul an este unul prosper pentru artiști, aceștia scoțând pe piață EP-urile "Bohren & der Club of Gore" și "Bohren/Wald Split". Mai este de asemenea lansat albumul "Gore Motel" și în 1995 "Midnight Radio", albume în care Bohren îmbină sunetele de slow jazz cu cele ale chitărilor de doom.
Reiner Henseleit părăsește trupa în anul 1996 și o dată cu plecarea lui dispare și sunetul de chitară din trupă. În anul 1997 se alătură trupei muzicianul Christoph Clöser (saxofon/pian). Împreună cu acesta Bohren& der Club of Gore lansează in 2000 cel de-al treilea album, intitulat "Sunset Mission". 
Următoarele albume "Black Earth" (2002) și "Geisterfaust" (2005) aduc sunetului unic, specific celor de la Bohren, un nou accent, și anume integrarea de instrumente precum ar fi tuba, vibrafonul, trombonul bas și a muzicii corale. În anii următori trupa mai lansează albumul, "Dolores" și EP-ul "Mitleid Lady".
Ultimul album al acestora este intitulat "Beileid" și a fost lansat in 22 aprilie 2011. Materialul este considerat a fi un "mini-album", aspect susținut de durata de doar 37 de minute a înregistrărilor. Albumul include și un cover dupa piesa "Catch my heart" a celor de la Warlock.

## Discografie

### Albume
- Luder, Samba und Tavernen (1993)
- Bohren und der Club of Gore (1994)
- Gore Motel (1994)
- Bohren/Wald Split (1994)
- Midnight Radio (1995)
- Sunset Mission (2000)
- Black Earth (2002)
- Geisterfaust (2005)
- Dolores (2008)
- Mitleid Lady (2010)
- Beileid (2011)
- Piano Nights (2014)

### EP-uri
- Bohren & der Club of Gore (1994)
- Schwarzer Sabbat Für Dean Martin (1994)
- Mitleid Lady (2010)

### Demos
- Luder, Samba und Tavernen (1993)